# Binjai
Binjai là một thành phố (kota) thuộc tỉnh Bắc Sumatra, Indonesia. Thành phố này có diện tích 90,236 km², dân số theo điều tra năm 2010 là 246.010 người.